# Herb Polanicy-Zdroju
Herb Polanicy-Zdroju – jeden z symboli miasta Polanica-Zdrój w postaci herbu.

## Wygląd i symbolika
Herb przedstawia na tarczy czwórdzielnej w krzyż na polu pierwszym srebrnym wspiętego złotego lwa w koronie, skierowanego w prawo. Pola drugie i trzecie puste czerwone. Na polu czwartym srebrnym czerwone serce.
Herb nawiązuje do czeskiej przeszłości Polanicy oraz do uzdrowiskowego charakteru miasta.